# 小川麻琴
小川麻琴（1987年10月29日—）是日本女子偶像團體早安少女組的第五期成員之一。
她於2006年8月27日從早安少女組畢業，並出國到新西蘭留學。現已回國，隸屬Elder Club，參與舞台劇在內等演出。

## 戲劇演出
2010：GM跳舞的醫生 第七集 壘球社球員一角色。